# Oxid manganato-manganitý
Oxid manganato-manganitý je anorganická sloučenina se vzorce Mn3O4. Mangan je přítomen ve dvou oxidačních stavech +2 a +3 a vzorec je někdy psán jako MnO.Mn2O3. V přírodě se vyskytuje jako minerál hausmannit. 

## Příprava
Oxid manganato-manganitý vzniká při zahřátí jakéhokoli oxidu manganu na vzduchu nad 1000 °C.